# Polizei SV Stettin
Der Polizei SV Stettin war ein deutscher Sportverein aus dem im heutigen Polen gelegenen Stettin, der 1920 gegründet wurde.

## Fußball
Der Bezirk Pommern löste sich 1930 vom Baltischen Sport-Verband und schloss sich dem Verband Brandenburgischer Ballspielvereine (VBB) an. In der Saison 1930/31 gewann der Polizei SV Stettin die Bezirksliga Stettin/Stargard und qualifizierte sich somit für die Pommersche Fußballendrunde. Bei dieser wurde die Mannschaft punktgleich mit dem Stettiner SC Erster, das Entscheidungsspiel entschied der Polizei SV Stettin mit 5:2 für sich, wurde somit Pommerscher Fußballmeister und qualifizierte sich für die Brandenburgische Fußballendrunde, bei der man den vierten Platz erreichte. In der Saison 1931/32 wurde erneut die Bezirksliga Stettin/Stargard gewonnen, bei der anschließenden Pommerschen Finalrunde reichte es jedoch nur zu Platz 3. Genau dasselbe Ergebnis erreichte Stettin in der Saison 1932/33.
Durch den Gewinn der Bezirksliga Stettin qualifizierte sich der Polizei SV Stettin für die 1933 neu erschaffene Gauliga Pommern. In der ersten Saison 1933/34 erreichte der PSV den zweiten Platz der Gruppe West, hinter dem Stettiner SC. Auch 1934/35 konnte der zweite Platz errungen werden. In der Saison 1936/37 wurde Stettin erster der Gruppe West und qualifizierte sich damit für das Finale der Gaumeisterschaft. Gegen den SV Viktoria Stolp gewann Stettin das Hinspiel mit 1:0, musste sich aber im Rückspiel mit einer 3:5-Niederlage abfinden, wodurch der Gaumeistertitel knapp verpasst wurde. Es folgten weitere Mittelfeldplatzierungen, bevor sich der Polizei SV Stettin in der Saison 1939/40 kriegsbedingt zurückzog. 1942 erfolgte eine Umbenennung zu SG Ordnungspolizei Stettin, eine Rückkehr in die Gauliga gelang nicht mehr.
Spätestens mit Abschluss des Schweriner Grenzvertrages wurden alle deutschen Sportvereine aufgelöst.

## Handball
Die Handballabteilung spielte in den 1930ern in der erstklassigen Handball-Gauliga Pommern. Durch den Meistertitel in der Spielzeit 1938/39 qualifizierte sich der Verein für die Deutsche Feldhandball-Meisterschaft 1938/39, schied in dieser jedoch bereits in der Gruppenphase sieglos aus.

## Erfolge
- Fußball:
  - Finale Gaumeisterschaft Pommern: 1937
  - Platz 4 in der Ewigen Tabelle der Gauliga Pommern
  - Pommerscher Fußballmeister: 1931
  - Sieger Bezirksklasse Stettin/Stargard: 1931, 1932, 1933
- Handball:
  - Gaumeister Pommern: 1938/39
  - Teilnahme an der deutschen Feldhandball-Meisterschaft: 1939